# Йеронимитски орден
Йеронимити е името на няколко религиозни ордени и конгрегации, които са съществували в Европа.
Има само на Ордена на Свети Йероним (на латински: Ordi sancti Hieronimi, O.S.H.), а другите са престанали да съществуват. Покровител на ордена е Свети Йероним Стридонски.
Орденът визниква в Испания в средата на XIV век. Негови основатели са Томмазо да Сиена и Педро Фернандес Печа. Уставът му се базира върху Устава на Св. Августин, който се адаптира към живота на монасите-еремити. Одобрен е от папа Григорий XI през 1373 г. Йеронимитството бързо се разпространява в Испания и Португалия, където през XV век има около 20 техни манастира. След откриването на Америка, Йеронимите изпращат мисионери в Новия свят.
Орденът е разгромен по време на Наполеоновите войни последвали т.нар. Велика френска революция. През XIX век йеронимството търпи частично възстановяване, но през ХХ век търпи нови изпитания, а и репресии по време на републиканско управление на Испания през 30-те години и гражданската война води до неговото допълнително отслабване. В началото на XXI век Орденът има два манастира в Испания - Ел Парал в провинция Сеговия и Юсте в провинция Касерес, в които живеят 18 монаси. Одеждите на йеронимитите са бял хабит, черен скапуларий и плащ.
Женският йеронимитски клон е учреден в Толедо през 1375 г., като е признат от папа Юлий II. През късното средновековие женският орден е много популярен в Испания, но понастоящем не съществува.
Клонове на ордена са обсервантите, пизантите и фезолетите, които се присъединяват към тези от Пиза. Йеронимитите се придържат към строг аскетизъм, а ордена разцъфва през XVII век, когато общността им има 50 манастири в Италия, Австрия и Бавария. През 1933 г. общността им се стопява в тези страни.